# Cinquanta urlanti

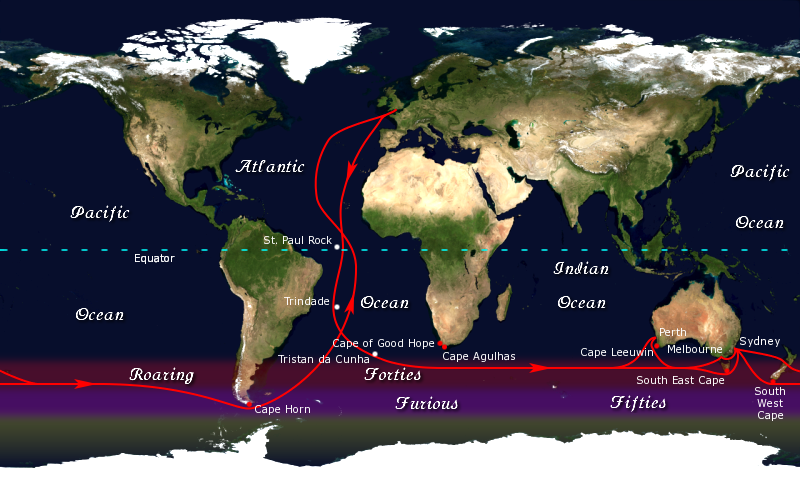
Carta geografica raffigurante l'area dei quaranta ruggenti e dei cinquanta urlanti

I Cinquanta urlanti (in inglese Furious Fifties) sono quei forti venti provenienti da ovest che s'incontrano sul 50º parallelo dell'emisfero meridionale. Tali venti hanno la stessa origine dei venti da ovest dell'emisfero settentrionale, ma la loro intensità è superiore di circa il 40 per cento: ciò è dovuto alla serie di intense depressioni che interessano queste zone, causate dall'incontro tra l'aria fredda dell'Antartide e l'aria calda proveniente dal centro degli oceani.